# سلسلة الأفكار
سلسلة الأفكار عن موضوع تسلسل الأفكار وترابطها ببعض و كيفية قطعها و تتبعها
سلسلة الأفكار أو حبل الأفكار هو الترابط بين افكار متلاحقة متسلسة بحيث تودي كل فكرة إلى التالية عن طريق رابط لغوي أو معنوي، و هي غالبا ما تظهر في المناقشات الابداعية
يتم قطع حبل الأفكار غالبا بالتشويش أو الاحداث المفاجئة، و لكن احيانا يتم المتابعة من خلال تتبع نفس التسلسل حتى الوصول إلى آخر فكرة أو جزئيا حتى الوصول إلى آخر فكرة تم تذكرها